# حافظه غیرارادی

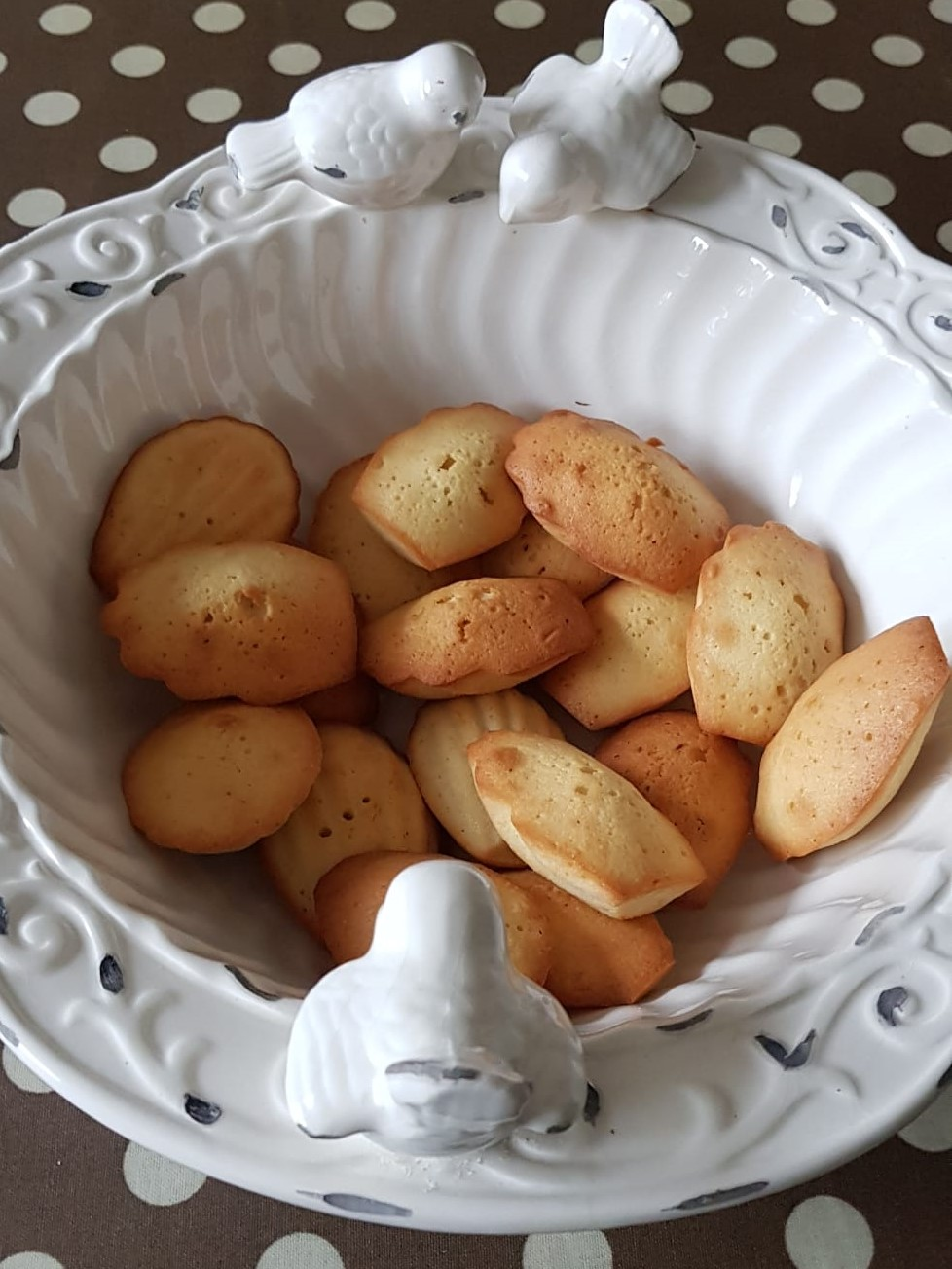
نمونه‌ای مشهور از حافظه غیرارادی وقتی است که مارسل پروست در کتابش در جستجوی زمان ازدست‌رفته با چشیدن طعم یک کیک مادلن که در چای زده شده است، کودکی‌اش را به یاد می آورد.

حافظه غیرارادی به مواقعی اشاره دارد که خاطرات به‌صورت غیرعمدی، ناخواسته و خودبخودی و بدون اینکه فرد تلاشی بکند، وارد ذهن می‌شوند. برای نمونه، تنها شنیدن بویی خاص می‌تواند یادآور خاطره‌ای قوی باشد و این بو می‌تواند رایحه یک عطر، بوی غذای بیمارستان یا شامپوی یک معشوقه پیشین باشد. حافظه غیرارادی را نباید با حافظه ناآشکار اشتباه گرفت.